# حصار نيقية (727)
حصار نيقية (727) هي محاولة غير ناجحة من قبل الأمويين لضم مدينة نيقية التي كانت تحت قبضة الإمبراطورية البيزنطية. كانت مدة الحصار 40 يومًا وقاده مُعاوية بن هشام ومعه عبدالله البطّال.

رأى القائدان المسلمان أنّ الحصار لن ينفع وسيُصاب المسلمين فيه بخسائر كبيرة إن طال، فقرّرا أن يغيّر الجيش خطته، فإنصرفا عنها وإتجها شمالًا إلى لنيقوميديا ففُتحت بخسائر ضئيلة، ثمّ ذهب البطّال شرقًا حتى وصل هرقلية فعاث في نواحيها وفتحها؛ وكانت غنائم هذه الحملة 180،000 مثقال من الذهب والفضّة، وغيرها من الأمتعة والأسرى والحيوانات.